# Thyromolis pythia
Thyromolis pythia là một loài bướm đêm thuộc phân họ Arctiinae, họ Erebidae.